# مخلدی گرگانی
مخلّدی گرگانی : نام او را عوفی، ابوشریف احمدبن علی مجلّدی گرگانی آورده‌است. اشعار او در لباب الباب و ترجمان البلاغه به نام مخلّدی و چهار مقاله به نام شریف مجلّدی و لغت فرس اسدی چاپ تهران یکبار به نام مخلّدی و چند بار به نام مجلّدی آمده‌است. چون در دو بیت معروف خود از آنچه از دولت سامان باقی‌مانده بود سخن گفته و نام آن دولت را چون دولتی گذشته همراه دولت آل ساسان آورده‌است، پس بعد از روزگار امرای سامانی می زیسته و چون نام او در ترجمان الابلاغه که ظاهراً در اواخر قرن پنجم تألیف شده‌است آمده، بنابراین پیش از عهد تألیف آن کتاب زندگی می‌کرده و بدین ترتیب از شاعران اواخر قرن چهارم و اوایل قرن پنجم شمرده می‌شده‌است. از اشعار او این دو بیت در چهار مقاله و لباب الالباب آمده‌است:
| ازآن چندان نعیم این جهانی |  | که ماند از آل ساسان وآل سامان |
| ثنای رودکی ماندست ومدحت   |  | نوای باربد ماندست و دستان     |

## آثار
ابیات ذیل در ترجمان البلاغه از قول او در ترجمهٔ حدیث نبوی "من اَصبح منکم آمناً فی سربه معافیً بدنه عنده قُوتُ یومه فکأنما حَیزت له الدنیا"آمده:
| هر کرا بهره کرد ایزد فرد   |  | دانش و امن وتندرستی و خَورد |
| زین جهان بهره ی تمامی یافت |  | گو به گرد دگر فضول مگرد    |
| کآرزو را کرانه نیست پدید   |  | آز را خاک سیر داند کرد     |

## نمونه اشعار
آقای سعید نفیسی سه بیت از قطعهٔ ذیل را به نام مخلّدی در یک نسخه خطی از لغت فرس اسدی مکتوب به سال 877 هجری یافته‌اند.این قطعه به تمامی در نسخ دیوان عنصری هم دیده شده‌است.وازاین دو مأخذ می‌توان قطعهٔ کامل مخلّدی یا [عنصری] را به نحو ذیل آمورد:
| آمد آن رگ زن مسیح پرست   |  | شست الماس گون گرفته به دست |
| کرسی افکند و برنشست بروی |  | بازوی خواجه عمید ببست      |
| دست چون دید گفت عزَّ علیک  |  | این چنین دست را نشاید خست  |
| سر فرو برد وبوسه‌ای بربود |  | وزسمن شاخ ارغوان برجست     |

## نمونه دیگر
| آن زنگی زلفین بدان رنگین رخسار |  | چون سارسیاه است وگل اندردهن سار |
| تا دیو چه افکند هوابر زنخ سیب  |  | مهتاب به گلگونه بیالودش رخسار   |